# Sumberduren (Tarokan)
Sumberduren is een bestuurslaag in het regentschap Kediri van de provincie Oost-Java, Indonesië. Sumberduren telt 2665 inwoners (volkstelling 2010).